# Vähä-Vehkajärvi
Vähä-Vehkajärvi är en sjö i kommunen Mäntyharju i landskapet Södra Savolax i Finland. Sjön ligger 82 meter över havet. Arean är 78 hektar och strandlinjen är 4,19 kilometer lång. Sjön  ingår i Kymmene älvs huvudavrinningsområde.   Den ligger omkring 57 kilometer sydväst om S:t Michel och omkring 150 kilometer nordöst om Helsingfors. 